# Philippe Rotthier
Philippe Rotthier est un architecte belge né en 1941. Il vit à Ibiza.

## Biographie
Philippe Rotthier est diplômé de l'École de la Cambre en 1964. Il est intéressé par les architectures traditionnelles et, à partir de 1973, il réalise de nombreuses réhabilitations de maisons anciennes. Il construit également des maisons nouvelles fidèles aux formes anciennes. Parmi ses créations, on peut signaler la maison El Porxet, édifiée sur l'île d'Ibiza (1988-1989).
En 1982, il crée la Fondation pour l'architecture, qui, tous les trois ans, décerne le Prix européen d'architecture Philippe Rotthier qui vise à « récompenser les plus beaux quartiers construits en Europe ces 25 dernières années ». Avec Maurice Culot, il est également le fondateur de la maison d'édition A.A.M. (Archives d'Architecture Moderne).

## Ouvrages
- Architecture Ibiza, éd. A.A.M. - Archives d'Architecture Moderne  (ISBN 2871430985 et 978-2871430988)
- Alter architecture, éd. A.A.M., 2005  (ISBN 2871431655 et 978-2871431657)
- Imaginaire émergeant, éd. A.A.M., en collaboration avec André Jacqmain et Maurice Culot
- Ibiza - Le palais paysan, éd A.A.M, avec Ferdinand Joachim et Valérie Gevers  (ISBN 84-88339-13-5) essai sur les formes et les techniques dans l'habitat archaïque